# 임서준
임서준(林序准, 1993년 4월 19일 ~ )은 전 KBO 리그 NC 다이노스의 투수이다. 개명 전 이름은 '임인혁'이다.

## NC 다이노스시절
2016년 6월 30일 두산 베어스와의 경기에서 선발 등판하며 데뷔 첫 경기를 치렀고, 경기에서 2.2이닝 2실점을 기록하며 패전 투수가 됐다.

## 경찰 야구단시절
2017년에 입단하였다.

## NC 다이노스복귀
2018년에 복귀하였다.

## 경력

### 수상
- 2015년 KBA회장기 전국대학야구대회 춘계리그 최우수 선수
- 제 28회 광주 하계유니버시아드대회 야구 동메달

### 국가대표 경력
- 제 28회 광주 하계유니버시아드대회 야구 국가대표

## 출신 학교
- 부천수주초등학교
- 양천중학교
- 서울고등학교
- 인하대학교

## 통산 기록
| 연도 | 팀명  | 평균자책점 | 경기 | 완투 | 완봉 | 승 | 패 | 세 | 홀 | 승률  | 타자 | 이닝 | 피안타 | 피홈런 | 볼넷 | 사구 | 탈삼진 | 실점 | 자책점 |
| ---- | ----- | ---------- | ---- | ---- | ---- | -- | -- | -- | -- | ----- | ---- | ---- | ------ | ------ | ---- | ---- | ------ | ---- | ------ |
| 2016 | NC    | 5.68       | 2    | 0    | 0    | 0  | 1  | 0  | 0  | 0.000 | 31   | 6.1  | 10     | 0      | 3    | 0    | 4      | 5    | 4      |
| 통산 | 1시즌 | 5.68       | 2    | 0    | 0    | 0  | 1  | 0  | 0  | 0.000 | 31   | 6.1  | 10     | 0      | 3    | 0    | 4      | 5    | 4      |